# Marele Ducat de Baden
Marele Ducat de Baden (în germană Großherzogtum Baden) a fost un stat suveran din 1806 până în 1871, membru al Confederației Rinului până în 1813 și al Confederației Germane din 1815 până în 1866. Începând din 1871 a fost stat federal doar parțial autonom în cadrul Imperiului German. Landul a fost la început o monarhie absolută, una constituțională din 1818, iar în 1918, în timpul Revoluției din noiembrie,  a devenit din Marele Ducat, o republică democratică. 

## Mari duci de Baden

Dezvoltarea teritoriului Baden între 1801 și 1819

- 1806–1811: Karl Frederic (1728-1811)
- 1811–1818: Karl (1786-1818)
- 1818–1830: Ludovic I (1763-1830)
- 1830–1852: Leopold (1790-1852)
- 1852–1858: Ludovic al II-lea (1824-1858)
- 1858–1907: Frederick I (1826-1907), (din 1852 Regent, din 1856 cu titlul de Mare Duce)
- 1907–1918: Frederic al II-lea (1857-1928)